# Дамурчі
Дамурчі (перс. دمورچي) — село в Ірані, у дегестані Баят, у бахші Новбаран, шагрестані Саве остану Марказі. За даними перепису 2006 року, його населення становило 128 осіб, що проживали у складі 51 сім'ї.

## Клімат
Середня річна температура становить 11,73 °C, середня максимальна – 31,32 °C, а середня мінімальна – -10,54 °C. Середня річна кількість опадів – 265 мм.
| Клімат поселення                              | Клімат поселення | Клімат поселення | Клімат поселення | Клімат поселення | Клімат поселення | Клімат поселення | Клімат поселення | Клімат поселення | Клімат поселення | Клімат поселення | Клімат поселення | Клімат поселення | Клімат поселення |
| Показник                                      | Січ.             | Лют.             | Бер.             | Квіт.            | Трав.            | Черв.            | Лип.             | Серп.            | Вер.             | Жовт.            | Лист.            | Груд.            |                  |
| Середній максимум, °C                         | 5,72             | 7,32             | 12,70            | 18,87            | 23,65            | 29,62            | 31,32            | 30,94            | 26,21            | 19,93            | 13,23            | 7,24             |                  |
| Середня температура, °C                       | −2,42            | −0,81            | 4,58             | 10,74            | 15,50            | 21,48            | 25,12            | 24,75            | 20,01            | 13,73            | 7,03             | 1,05             |                  |
| Середній мінімум, °C                          | −10,54           | −8,95            | −3,55            | 2,60             | 7,37             | 13,35            | 18,92            | 18,54            | 13,81            | 7,53             | 0,82             | −5,15            |                  |
| Норма опадів, мм                              | 36               | 36               | 47               | 38               | 31               | 5                | 1                | 1                | 0                | 11               | 23               | 36               |                  |
| Середньомісячна швидкість вітру, м/с          | 1.96             | 2.39             | 2.99             | 3.11             | 2.80             | 2.59             | 2.62             | 2.51             | 2.25             | 2.21             | 1.80             | 1.72             |                  |
| Середньомісячна сонячна радіація, кДж/м²·день | 8643             | 11523            | 14271            | 17891            | 21919            | 26475            | 25844            | 23644            | 20198            | 14666            | 10551            | 8493             |                  |
| --------------------------------------------- | ---------------- | ---------------- | ---------------- | ---------------- | ---------------- | ---------------- | ---------------- | ---------------- | ---------------- | ---------------- | ---------------- | ---------------- | ---------------- |
| Джерело:                                      |                  |                  |                  |                  |                  |                  |                  |                  |                  |                  |                  |                  |                  |